# Велика стена Херкулес-Северна Корона
Великата стена Херкулес – Северна Корона e огромна плоска суперструктура от галактики с дължина над 10 милиарда светлинни години (10, 7, 1), представляваща около 10% от диаметъра на наблюдаваната Вселена (93 милиарда светлинни години). Тази галактична нишка е най-голямата широкомащабна структура в наблюдаваната Вселена, открита през ноември 2013 г. въз основа на наблюдения на гама експлозии, извършени през 1997 – 2012 г. от Ищван Хорват и Желт Багой от Националния университет по публична администрация в Будапеща (Унгария), а също и от Джон Хакила от колежа Чарлстън в Южна Каролина (САЩ)
Червеното отместване на структурата е 1,6–2,1 (≈10 милиарда светлинни години) в посока на съзвездията Херкулес и Северна корона.
Великата стена Херкулес – Северна Корона е открита чрез изучаване на разпределението на квазарите в пространството и се счита за една от най-големите съществуващи космически образувания, които нарушават космологичния принцип на хомогенност и изотропия на Вселената в мащаби над 1 милиард светлинни години.